# Schwannoma nerwu przedsionkowo-ślimakowego

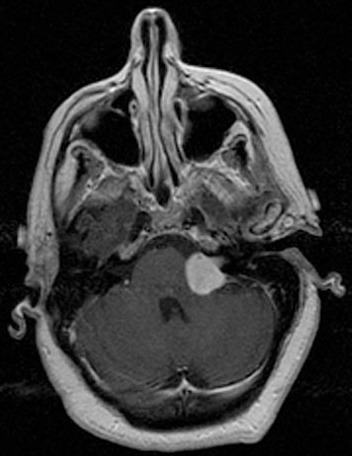
Obraz MRI T_{1}-zależny osłoniaka nerwu przedsionkowo-ślimakowego

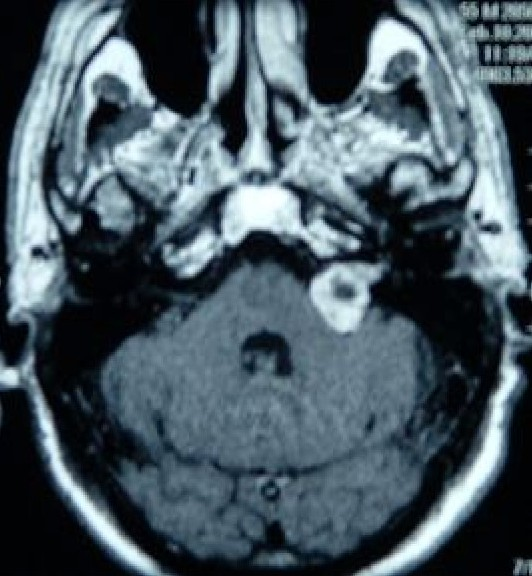
MRI z kontrastem Gd-DTPA u pacjentki z osłoniakiem nerwu przedsionkowego w lewym kącie mostowo-móżdżkowym

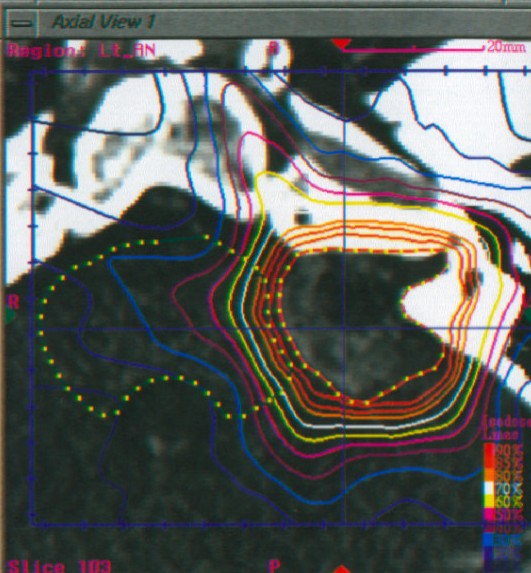
Planowanie zabiegu neurochirurgicznego przy użyciu noża gamma u tej samej pacjentki. Pacjentkę poddano terapii 2500 cGy w pięciu dawkach

Schwannoma nerwu przedsionkowo-ślimakowego (ang. acoustic neuroma, vestibular schwannoma) – pierwotny, niezłośliwy histologicznie nowotwór części przedsionkowej nerwu przedsionkowo-ślimakowego (VIII), wywodzący się z komórek osłonki nerwowej (komórek Schwanna).

## Historia
Pierwszym, który opisał guz nerwu przedsionkowo-ślimakowego był Eduard Sandifort w 1777 roku. Opis objawów guza przedstawił Charles Bell w 1830 roku. Kilka lat później szczegółowy opis historii choroby i badania post mortem 26-letniej pacjentki przedstawił Jean Cruveilhier. Pionierskie operacje usunięcia osłoniaka przeprowadzili Ernst von Bergmann w 1890 (pacjent zmarł zanim udało się zlokalizować guza), Annandale w 1893 i sir Charles Ballance w 1894 roku. W 1902 roku Richard Henneberg i Max Koch wprowadzili do medycyny pojęcie guza kąta mostowo-móżdżkowego (niem. Geschwülste des Kleinhirnbrückenwinkels, Kleinhirnbruckenwinkel-Tumor).

## Nazewnictwo
Określenia używane w piśmiennictwie na określenie tego typu guza to:
- osłoniak części przedsionkowej nerwu VIII
- nerwiak nerwu słuchowego
- nerwiak nerwu przedsionkowo-ślimakowego
- nerwiak osłonkowy nerwu przedsionkowego
- osłoniak nerwu przedsionkowego.

Guz kąta mostowo-móżdżkowego jest pojęciem szerszym, ponieważ 20% guzów tej lokalizacji to inne niż schwannoma nerwu VIII zmiany.

## Lokalizacja i etiopatogeneza

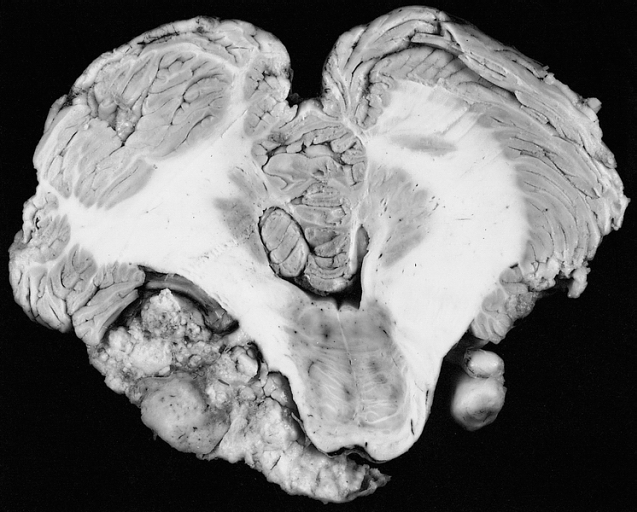
Preparat sekcyjny obustronnego osłoniaka nerwu przedsionkowego u pacjenta z nerwiakowłókniakowatością typu 2; po lewej stronie schwannoma jest otoczony przez płaski naciek oponiaka.

Schwannoma nerwu przedsionkowo-ślimakowego wywodzi się z części przedsionkowej nerwu VIII, równie często z obu jej gałęzi. Najczęstszym miejscem wyjścia guza jest strefa przejścia między tkanką glejową a osłonką Schwanna nerwu, tzw. strefa Obersteinera-Redlicha.

## Objawy i przebieg
Objawy spotykane u pacjentów z nerwiakiem osłonkowym nerwu przedsionkowo-ślimakowego to:
- jednostronny lub asymetryczny niedosłuch odbiorczy
- nagła głuchota
- szumy uszne, o wysokiej częstotliwości, nieprzyjemne, występujące ciągle, po stronie guza
- zaburzenia czynności nerwu trójdzielnego
- zaburzenia czynności nerwu twarzowego
  - objaw Hitselbergera
  - tępy ból ucha
  - dysgeusia
  - wysychanie oka
- zaburzenia czynności innych nerwów czaszkowych: IX, X i XI
- bóle głowy.

### Klasyfikacja
Klasyfikacja guzów nerwu słuchowego na podstawie badań neuroobrazowych według Koosa-Perneczky’ego:
| Stadium | Opis                                                                                            |
| I       | Guz ograniczony do przewodu słuchowego wewnętrznego                                             |
| II      | Guz wchodzący do kąta mostowo-móżdżkowego, o średnicy < 2 cm w osi przewodu                     |
| III     | Guz dochodzący do pnia mózgu, niewywołujący jego przesunięcia, o średnicy 2–3 cm w osi przewodu |
| IV      | Guz dochodzący do pnia mózgu i powodujący jego przesunięcie i ucisk, o średnicy > 3 cm          |

## Leczenie
Leczeniem z wyboru jest leczenie chirurgiczne. Zastosowanie znajdują głównie trzy metody dojścia operacyjnego:
- dojście przezbłędnikowe poszerzone
- dojście podpotyliczne (retrosigmoidalne), za zatoką esowatą
- dojście przez środkowy dół czaszki.